# Austrothelphusa
Austrothelphusa is een geslacht van kreeftachtigen uit de klasse van de Malacostraca (hogere kreeftachtigen).

## Soorten
- Austrothelphusa agassizi (Rathbun, 1905)
- Austrothelphusa angustifrons (A. Milne-Edwards, 1869)
- Austrothelphusa insularis (Colosi, 1919)
- Austrothelphusa raceki (Bishop, 1963)
- Austrothelphusa tigrina (Short, 1994)
- Austrothelphusa transversa (von Martens, 1868)
- Austrothelphusa valentula (Riek, 1951)
- Austrothelphusa wasselli (Bishop, 1963)